# Codename: Outbreak
Venom. Codename: Outbreak — відеогра у жанрі шутер від першої особи, розроблена українською компанією GSC Game World та видана компанією Руссобит-М 8 жовтня 2001 року для платформи Windows. Кодова назва: Спалах отримала оцінку 50% від PC Gamer US.

## Сюжет
Події гри розгортаються в 2034 році, коли Земля ледь не загинула від зіткнення з кометою та сотнями метеоритів. Разом з метеоритами на Землю були занесені спори чужорідної форми життя, які в земних умовах почали швидко розвиватися. Люди зіткнулися з вкрай агресивною формою життя, здатною паразитувати на людині, повністю підкорюючи її собі. Першими жертвами стають вчені, які займалися дослідженням позаземних організмів, а також — охоронці наукової бази та виїзних мобільних груп. Завдання гравця — протягом 14-ти місій зібрати якомога більше відомостей про ці події, врятувати уцілілих вчених і зупинити розповсюдження іншопланетного життя.

## Ігровий процес
Гравцеві доводиться грати відразу за двох персонажів, безпосередньо ведучи одного і віддаючи команди іншому. Між персонажами можна переключатися, що дозволяє підвести одного до ворогів, залишити в засідці, а потім діяти іншим, повністю контролюючи ситуацію, не покладаючись на штучний інтелект напарника.
Крім того, внесено елемент PRG-ігор — інвентар, індивідуальний для кожного персонажа, що дозволяє нести суворо обмежену кількість і вагу спорядження.